# Crying, Waiting, Hoping
"Crying, Waiting, Hoping" är en låt av Buddy Holly, som 1959 agerade B-sida till singeln "Peggy Sue Got Married". När The Beatles den 1 januari 1962 gjorde 15 provinspelningar för producenten Mike Smith på det brittiska skivbolaget Decca spelade man bland annat in en cover av denna låt. För sången stod den ännu inte 19-årige gitarristen George Harrison. Beatles inspelning kom först på 1980-talet att officiellt ges ut på skiva.